# Антибиография
Антибиогра́фия — антижанр, модификация жанра биографии. Художественная структура антибиографии в значительной степени определяется особенностями формы «породившего» её биографического жанра и наполняется содержанием с противоположной идейной направленностью. Идея антибиографии воплощается по принципу «от противного». Антибиографию можно сравнивать с пародией. В случаях особой шаржированности героя (антигероя), антибиографию часто называют биографией-памфлетом.

## Появление антибиографий — особенность периодов культурного перелома
В периоды культурного перелома появляется необходимость перехода от одного, исчерпавшего себя, литературного направления к другому, только складывающемуся. В эти периоды происходит размывание жанров и стилей как следствие отказа от старых мировоззренческой и культурной парадигм.
Об этом свидетельствует редактор и издатель Елена Шубина, имея в виду, в первую очередь, самую известную антибиографию 2000-х «Анти-Ахматову»:
Книги о знаменитостях — как мемуарные, так и биографические — востребованы, однако иначе, чем раньше. Сегодня в них ищут не столько вдохновляющий, сколько оправдывающий пример: все по Пушкину — «Он мал, как мы, он мерзок, как мы!». Это нормальная черта кризисных эпох — отсюда мода на «антибиографии», развенчания и демифологизации. Сегодня будет охотно раскуплена любая разоблачительная книга о кумире, которая во время общественного подъема вызвала бы общие нарекания.
О том же пишет бравший у Шубиной интервью литератор Дмитрий Быков:
Интерес к жанру разоблачительной биографии — вещь закономерная и, так сказать, обратно-предсказуемая, то есть задним числом она представляется безукоризненно логичной, да только знал бы прикуп — жил бы в Сочи. Впрочем, и зная этот прикуп, большинство исследователей не пожелали бы гнаться за новым трендом, но появление его оправданно. Разоблачительная биография сродни антиутопии и появляется в такие же времена — в эпохи великих разочарований и надломов.

## Антибиография как деконструкция
Начиная с 1970-х годов авторы многих антибиографий используют метод деконструкции.
На вопрос, читал ли он «Анти-Ахматову», Томас Венцлова ответил:
Да, книгу читал, впечатление ужасное. Это сплошная деконструкция, хотя я узнал некоторые факты, которые были мне неизвестны. По поводу деконструкции один польский философ говорил: «Что бы вы ни говорили об этом, смысла в этом всё равно нет», и я с ним согласен.

## Самые известные антибиографии на русском языке
- Андрей Курбский. История о великом князе Московском (об Иване Грозном, XVI век)
- Владимир Набоков. Дар (глава о Николае Чернышевском, 1937, публикация в 1938)
- Николай Валентинов. Ранние годы Ленина (1940-е)
- Николай Валентинов. Малознакомый Ленин (1972, публикация)
- Аркадий Белинков. Юрий Тынянов (1961)
- Аркадий Белинков. Сдача и гибель советского интеллигента. Юрий Олеша (1976, публикация)
- Андрей Синявский. Прогулки с Пушкиным (1968)
- Юрий Карабчиевский. Воскресение Маяковского (1983)
- Венедикт Ерофеев. Моя маленькая лениниана (1988)
- Олесь Бузина. Вурдалак Тарас Шевченко (2000)
- Михаил Елизаров. Pasternak (2003)
- Тамара Катаева. Анти-Ахматова (2007)
- Михаил Золотоносов. Другой Чехов: По ту сторону принципа женофобии (2007)
- Тамара Катаева. Другой Пастернак (2009)

## Другие определения антибиографии
Известный польский писатель Войцех Кучок, автор книги «Говно» (в русском переводе «Дряньё») с подзаголовком «Антибиография», так определяет для себя антибиографию:
«Антибиография» — это отрицание биографии <…> или негативная биография: семейный альбом с непроявленными снимками, рассказ, сотканный из событий, которые герой не хочет или не может помнить, поскольку их не было. Или кошмарная биография, которой мы не пожелали бы даже своим худшим врагам.